# Pegatron
Pegatron Corporation — тайваньский ODM-производитель компьютерных комплектующих. Считается одной из крупнейших тайваньских компаний по проектированию и производству как готовых компьютеров, так и комплектующих к ним (DMS, Design and Manufacturing Service).
Название Pegatron происходит от слова Pegasus (Пегас), из которого родились названия двух крупнейших компьютерных производителей — Pegatron Corporation и ASUSTeK Computer.

## История
Компания образована 1 января 2008 года в процессе реструктуризации компании ASUSTeK Computer. После реструктуризации ASUSTeK стала производить продукцию только под собственным брендом ASUS, а контрактное производство (ODM-бизнес) был полностью передан дочерним предприятиям — Pegatron Technology и Unihan Technology.
В 2009 году Pegatron Technology и Unihan Technology были объединены в одну корпорацию, и Unihan Technology стала дочерним предприятием Pegatron Corporation. Реструктуризация бизнеса ASUSTeK и выведения его части в Pegatron привело к тому, что формально ASUS утратила лидерство среди производителей системных плат. В январе 2009 года дочернее предприятие Pegatron отгрузило 1,56 млн системных плат, а компания ASUSTeK только 1,3 млн штук. Выручка компании Pegatron Corporation в 2009 году достигла 14,58 млрд долларов, значительно превысив выручку 8 млрд долларов, получаемую за счет производства продукции под торговой маркой ASUS. Таким образом, при окончательном отделении Pegatron Corporation от ASUSTeK Computer первая стала почти в два раза крупнее родительской компании.
В начале 2010 года материнская компания ASUSTeK одобрила план по сокращению инвестиций в дочернюю компанию Pegatron. Совет директоров санкционировал шаги по уменьшению доли в контрактном производителе электроники до 1 июня 2010 года. К 24 июня 2010 года акции компании Pegatron Corporation должны котироваться на мировых биржах.
В июне 2010 года стало известно, что Pegatron Technology получила заказы на производство в 2011 году ноутбуков для компании Acer. Также Pegatron будет выпускать CDMA-версии устройств Apple iPhone, и менеджмент Pegatron усиленно пытается заключить контракты на выпуск MacBook и iPad от Apple. В марте 2014 года Pegatron получила заказ и начала подготовку к производству нового поколения смартфонов Apple iPhone 6.

## Собственники и руководство
Крупнейшим акционером является компания ASUSTeK Computer, ей по состоянию на начало 2024 года принадлежало 16,8 % акций.
Глава компании Pegatron Corporation — Тун Цзысянь (Tung Tsu Hsien, 童子贤).
Исполнительный директор — Джейсон Чэн Цзяньчжун (Jason Cheng, 程建中).

## Деятельность
Pegatron занимается производством: настольных ПК, ноутбуков, смартбуков, интернет-планшетов, корпусов компьютера, материнских плат, игровых консолей, устройств широкополосного доступа, беспроводных систем, сетевого оборудования, АТС, мультимедиа, LCD телевизоров и многого другого электронного оборудования.
Компания Pegatron производит продукцию как для материнской компании ASUSTeK Computer, так и под собственными брендами: Pegatron и ASRock, а также и по контрактам для других мировых брендов.
Например, на производственных мощностях Pegatron Corporation изготавливаются различные компоненты для продуктов крупнейших мировых корпораций, включая Sony (PlayStation 2), Apple Inc. (iPod, iPod Shuffle, MacBook), Alienware, Falcon Northwest, Palm, Inc., HP, и многие другие производители оборудования используют материнские платы Pegatron в своих компьютерных системах.
Выручка компании за 2022 год составила 1,318 трлн новых тайваньских долларов (42,2 млрд долларов США), её распределение по регионам: Европа — 44 %, США — 37 %, Тайвань — 8 %, КНР — 4 %, Япония — 1 %.

## Примеры продуктов компании
- Настольные персональные компьютеры
  - Pegatron WALL-E[13].
  - Pegatron Ultra Slim Atom NetTop[14].
  - Pegatron Amis L6[15]
  - Pegatron Jupiter[16][17]
- Смартбуки
  - Pegatron Neo[18]
- Материнские платы
  - Pegatron IPP7A-CP (платформа NVIDIA ION)
- Планшеты
  - Pegatron Lucid Tablet
  - Pegatron Chagall
- Смартфоны
  - iPhone (сборка)[19]